# OS/2
Az OS/2 a Microsoft és az IBM által közösen fejlesztett operációs rendszer, amelyet később az IBM egyedül vitt tovább. A név az Operating System/2 (Operációs Rendszer/2) rövidítése, utalva arra, hogy az IBM Personal System/2 (PS/2) nevű második generációs személyi számítógépeihez készült elsődleges operációs rendszerként. Az OS/2-t az MS-DOS és a korai Microsoft Windows védett módú utódjának szánták, ám az IBM 2005-ben kivonta a kereskedelmi forgalomból, és a hivatalos támogatása is megszűnt. Ma az OS/2 örökségét részben az eComStation viszi tovább, amelyet a Serenity Systems fejleszt.
Az operációs rendszer tervezésekor az MS-DOS rendszerhívásait vették alapul, így az API-k neve gyakran DOS előtaggal kezdődött. Ez lehetővé tette, hogy bizonyos szövegmódú alkalmazások mindkét platformon működjenek („ugráló” programok). Az OS/2 emiatt sok szempontból hasonlít a korai Windowsra, ugyanakkor a Unix és a XENIX rendszerekkel is mutat rokonságot, különösen a stabilitás és a többfeladatosság terén.

## Fejlesztési történet

### Lelkes kezdetek
Az OS/2 fejlesztése az IBM és a Microsoft közötti, 1985. augusztusában aláírt Egyesített Fejlesztési Szerződéssel vette kezdetét, amelynek célja egy korszerű, védett módú operációs rendszer létrehozása volt. Az OS/2 1.0 verzióját 1987. áprilisában jelentették be, és ugyanazon év decemberében került forgalomba. Ez a kezdeti kiadás kizárólag szöveges felületet kínált, de már gazdag API-val rendelkezett a videomegjelenítés (VIO), valamint az egér- és billentyűzet-események kezelésére. A rendszer egy védett módú BIOS-t is tartalmazott, és a videó- valamint billentyűzet-API-kat az MS-DOS alatt is lehetett használni a feladatok közötti váltáshoz. A Program Selector nevű feladatváltó (Ctrl-Esc billentyűkombinációval) lehetővé tette a többfeladatú szövegmódú folyamatok közötti navigációt, ami akkoriban úttörő megoldásnak számított.
A grafikus felhasználói felületet (GUI) az OS/2 1.1 hozta el 1988. novemberében a Presentation Manager (PM) formájában, amely később a Windows 3.0 grafikus környezetének alapjául szolgált. Az 1.2-es verzióval érkezett a HPFS (High Performance File System) fájlrendszer, amely hatékonyabb merevlemez-kihasználást és gyorsabb adatelérést biztosított a hagyományos FAT fájlrendszerhez képest. A HPFS-be bevezették a kiterjesztett attribútumokat (EA, Enhanced Attributes), változó adatfolyamokat, amelyek új szintre emelték a fájlkezelést.
Az 1980-as évek végén az OS/2-t a szakirodalom és a szaksajtó gyakran a jövő operációs rendszereként emlegette, kiemelve stabilitását és technológiai előnyeit a Windows-szal szemben.

### OS/2 2.0
Az első kizárólag az IBM által fejlesztett változat, az OS/2 2.0 1992. áprilisában jelent meg. Ez a kiadás áttért a 32 bites architektúrára, kihasználva az Intel 80386 processzor képességeit. Az újdonságok között szerepelt a valódi, védett módú többfeladatosság, a memóriakorlátok megszüntetése, a korszerűbb fájlkezelés, valamint a 32 bites API-k bevezetése. A rendszer támogatta a 16 bites DOS- és Windows-programok futtatását is, így átmenetet biztosított a régebbi szoftverek felhasználói számára. A Workplace Shell nevű grafikus felület az első objektumorientált felhasználói környezetek közé tartozott a személyi számítógépek piacán, jelentősen javítva a kezelhetőséget és a produktivitást.

### OS/2 Warp

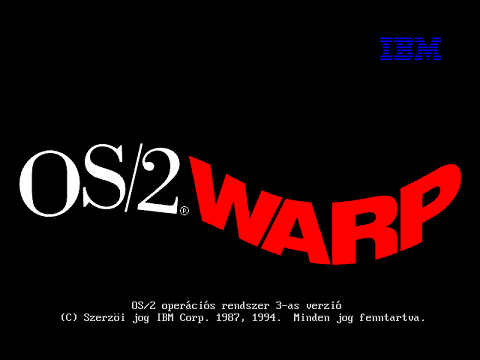
Az OS/2 Warp 3 induló képernyője

Az OS/2 Warp 3.0, vagyis a „Warp” 1994-ben debütált, és az operációs rendszer történetének egyik legnépszerűbb változata lett. Ez a teljes mértékben 32 bites rendszer a 486-os és Pentium processzorok teljesítményét célozta meg. Elméletileg 4 MB memóriával is működött, de a valóságban 16 MB ajánlott minimum volt a zökkenőmentes használathoz. A Warp kiemelt figyelmet fordított a multimédiára: támogatta az IDE és SCSI meghajtókat, valamint a SoundBlaster hangkártyák teljes skáláját és az IBM Business Sounds Systemet. A rendszerbe integrálták a multimédia operációs szintű támogatását, továbbá olyan alapalkalmazásokat is mellékeltek, mint szövegszerkesztők és hálózati eszközök. A beépített „Person to Person for OS/2” nevű peer-to-peer hálózati modul kisvállalati környezetben tette egyszerűbbé a fájlmegosztást és az együttműködést. A Warp emellett képes volt Windows 3.1 programok futtatására, ami tovább növelte kompatibilitását.

### Warp 4.0
Az OS/2 Warp 4.0 (kódnév: Merlin) 1996-ban jelent meg, és az operációs rendszer csúcspontját jelentette. Megőrizte a korábbi verziók stabilitását és robusztusságát, miközben új kényelmi funkciókkal bővült. A VoiceAssist technológia például lehetővé tette a hangvezérlést, amely túlmutatott az egyszerű parancsokon: a rendszer képes volt beszédfelismerés alapján szövegeket írni, így csökkentve a billentyűzet szükségességét. Ez a funkció különösen vonzóvá tette a Warp 4.0-t az alkalmazásfejlesztők számára, akik közül elsőként a Netscape Navigator csapata integrált hangalapú böngészést. A Warp 4.0 továbbfejlesztett Workplace Shell felülete és hálózati képességei modern, felhasználóbarát operációs rendszerré tették.

## Jelen
Az IBM az OS/2 fejlesztését a 4.52-es verzióval (2001. december) lezárta, és a kereskedelmi forgalmazást 2005. december 23-án megszüntette. A hivatalos támogatás 2006. december 31-én véget ért, bár egyedi szerződések keretében hibajavításokat még biztosítottak egy ideig . Az OS/2 örökségét az eComStation viszi tovább, amelyet a Serenity Systems fejleszt, és amelyet később az XEU.com vett át. Az eComStation modernizált változatként szolgál, támogatva a régebbi OS/2-alapú rendszereket. Az OS/2 rajongói közössége máig aktív, és különböző fórumokon továbbra is elérhetők frissítések, illetve archív anyagok.